# Меемасте
Меемасте (ест. Meemaste; також Меемаскюла) — село в Естонії, входить до складу волості Пилва, повіту Пилвамаа.